# Frauendorf (Gemeinde Traismauer)
Frauendorf ist eine Ortschaft und eine Katastralgemeinde der Stadtgemeinde Traismauer im Bezirk Sankt Pölten-Land in Niederösterreich.

## Geografie
Das Dorf befindet sich östlich von Traismauer in der fruchtbaren Ebene des Tullnerfeldes und ist über die Landesstraße L5007 zu erreichen. Zur Ortschaft gehört auch der Schweizerhof am Rand der Donauauen.

## Geschichte
Laut Adressbuch von Österreich waren im Jahr 1938 in der Ortsgemeinde Frauendorf zwei Gemischtwarenhändler, zwei Milchhändler, eine Milchgenossenschaft, ein Schuster und ein Landwirt mit Ab-Hof-Verkauf ansässig. Zur ehemaligen Ortsgemeinde gehörte auch das südöstlich angrenzende Hilpersdorf.
Zum 1. Jänner 1971 erfolgte die Eingliederung der Gemeinde Frauendorf als Katastralgemeinde in die Gemeinde Traismauer.